# ملك البولكا
ملك البولكا (بالإنجليزية: The Polka King)‏ هو فيلم كوميدي تم إنتاجه في الولايات المتحدة وصدر في سنة 2017. الفيلم من إخراج مايا فوربس ومن بطولة جاك بلاك وجيني سليت. الفيلم يحكي القصة الواقعية للأمريكي القادم من بولندا جان ليوان.

## قائمة الممثلين
- جاك بلاك
- جيني سليت
- جيسن شوارتزمن
- جاكي ويفر
- فانيسا باير
- روبرت كابرون
- ويلي جارسون

## القصة
يحكي الفيلم قصة راقص البولكا البولندي الأمريكي المحتال جان ليوان والذي كان يستخدم حيلة سلسلة بونزي لأخذ الأموال من كبار السن أو أي شخص يود الاستثمار بشركاته الوهمية. يوضح الفيلم طريقة بداية جان ليوان (جاك بلاك) بعمله بفرقة بولكا ومن عامل مطعم بسيط إلى صاحب شركات كبرى، لكن فضيحة تورطه بدفع رشاً لمسابقة ملكة جمال بنسلفانيا من أجل فوز زوجته دفعت به للهاوية والسجن لمدة 5 سنوات.

## وصلات خارجية
- ملك البولكا على موقع IMDb (الإنجليزية)
- ملك البولكا على موقع ميتاكريتيك (الإنجليزية)
- ملك البولكا على موقع روتن توميتوز (الإنجليزية)
- ملك البولكا على موقع نتفليكس (الإنجليزية)
- ملك البولكا على موقع ألو سيني (الفرنسية)
- ملك البولكا على موقع Turner Classic Movies (الإنجليزية)
- ملك البولكا على موقع أول موفي (الإنجليزية)
- ملك البولكا على موقع فيلمافينيتي (الإسبانية)
- ملك البولكا على موقع قاعدة بيانات الفيلم (الإنجليزية)
- ملك البولكا على موقع ليتربوكسد (الإنجليزية)